# Steyr (rivière)
La Steyr est une rivière de la Haute-Autriche, affluent de l'Enns et sous-affluent du Danube.

## Géographie
Elle prend sa source près de Kirchdorf an der Krems et se jette dans l'Enns à Steyr après un parcours de 68 km.